# Altishahr
Altishahr (Traditioneel Oeigoers: آلتی شهر‎, Modern Oeigoers: ئالتە شەھەر‎, Cyrillisch Oeigoers: Алтә-шәһәр; Altä-şähär of Alti-şähär), ook bekend als Kashgarië, is een historische naam voor het Tarimbekken welke in de 18e en 19e eeuw werd gebruikt. De term betekent 'Zes Steden' in Turkse talen, verwijzend naar de oasesteden langs de rand van de Tarim, waaronder Kashgar, in wat nu de zuidelijk Xinjiang Oeigoerse Autonome Regio van China is.

## Etymologie
De naam Altishahr is afgeleid van het Turkse woord alti ('zes') en het Perzische woord shahr ('stad'). De term Altishahr werd gebruikt door Turkssprekende inwoners van het Tarimbekken in de 18e en 19e eeuw, en in de 19e eeuw overgenomen door sommige westerse bronnen.
Andere lokale woorden voor de regio waren Dorben Shahr ('Vier Steden') en Yeti Shahr ('Zeven Steden'). Een andere westerse term voor dezelfde regio is Kashgaria. Qing-bronnen verwijzen naar de regio in de eerste plaats als Nanlu, of het 'Zuidelijke Circuit'. Andere Qing-termen voor de regio zijn Huijiang (回疆, moslimgrens), Huibu (回部, moslimregio), Bacheng (acht steden), of Nanjiang (zuidelijke grens).

## Toponymie
Voorafgaand aan de Qing-verovering van Xinjiang in 1759 hadden de oasesteden rond de Tarim geen gezamenlijke politieke structuur, en Altishahr verwees eerder naar de regio in het algemeen dan naar steden in het bijzonder. Buitenlandse bezoekers aan de regio zouden proberen de steden te identificeren door verschillende lijsten aan te bieden.
Volgens Albert von Le Coq, verwezen de 'Zes Steden' (Alti Shahr) naar:
1. Kashgar
2. Maralbeshi
3. Aksu of Kargilik
4. Yengisar
5. Yarkand
6. Hotan

Vasili Barthold verving Yengisar later door Kucha. Volgens Aurel Stein gebruikten Qing-bestuurders in het begin van de 20e eeuw de term om de oasesteden rond Hotan te beschrijven, inclusief Hotan zelf, samen met Yurungqash, Karakash, Chira, Keriya, en een zesde ongedocumenteerde plaats.
De term 'Zeven Steden' (Yeti Shahr) werd mogelijk gebruikt nadat Jakoeb Beg Turpan had veroverd, en verwees naar:
1. Kashgar
2. Yarkand
3. Hotan
4. Uqturpan
5. Aksu
6. Kucha
7. Turpan

De term 'Acht Steden' (Oeigoers Cyrillisch: Шәкиз Шәһәр, Şäkiz Şähār) kan een Turkse vertaling zijn geweest van de Qing-Chinese term Nanlu Bajiang (letterlijk 'Acht Steden van het Zuidelijke Circuit'), verwijzend naar:
1. Kashgar
2. Yengisar
3. Yarkand
4. Hotan in het westen, en
5. Uqturpan
6. Aksu,
7. Karasahr
8. Turpan in het oosten.

## Geografie

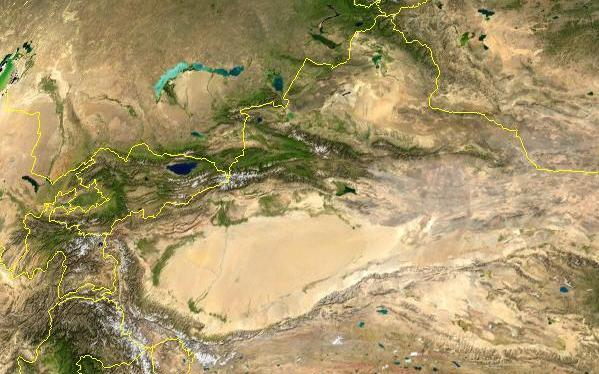
satellietfoto van de regio Xinjiang, met het Tarimbekken en de Taklamakan-woestijn in het zuiden, de (grijzere) Turpanlaagte in het oosten, en Dzjoengarije in het noorden

Altishahr verwijst naar het Tarim-bekken van Zuid-Xinjiang, dat historisch, geografisch en etnisch verschillend was van het bekken van Dzjoengarije in het noorden. Ten tijde van de Qing-verovering in 1759 werd Dzjoengarije bewoond door Oirat-Mongolen, in de steppe wonende, nomadische Mongolen die het Tibetaans boeddhisme beoefenden. Het Tarimbekken daarentegen werd bewoond door sedentaire, in oases wonende, Turks sprekende moslimlandbouwers, nu bekend als de Oeigoeren. De twee regio's werden bestuurd als afzonderlijke kringen. Pas in 1884 werd Xinjiang tot een enkele provincie samengevoegd.

## Geschiedenis
Tot de 8e eeuw na Christus werd een groot deel van het Tarimbekken bewoond door het Indo-Europese Tochaars sprekende volken, die stadstaten bouwden in de oases langs de rand van de Taklamakan-woestijn.
De ineenstorting van het Oeigoerse kanaat in het huidige Mongolië en de vestiging van een Oeigoerse diaspora in de Tarim leidden tot de overheersing van de Turkse talen. Tijdens het bewind van de Karachaniden bekeerde een groot deel van de regio zich tot de islam. Van de 13e tot de 16e eeuw maakte de westelijke Tarim deel uit van de grotere islamitische Turks-Mongoolse rijken van Chagatai, de Timoeriden en Moghulistan.
In de 17e eeuw heerste het lokale kanaat Yarkand over Altishahr, tot de verovering door de boeddhistische Dzjoengaren. In de jaren 1750 werd de regio overgenomen door de Qing-dynastie tijdens hun verovering van het Dzjoengaars kanaat. De Qing bestuurde aanvankelijk Dzjoengarije en Altishar afzonderlijk als respectievelijk de noordelijke en zuidelijke kringen van de Tiensjan, hoewel beide onder controle stonden van de Generaal van Ili. Na het onderdrukken van de Doenganenopstanden aan het einde van de 19e eeuw combineerden de Qing de twee kringen in 1884 tot de nieuw gecreëerde provincie Xinjiang.
Sindsdien wordt door de Republiek China en de Volksrepubliek China de benaming Xinjiang (nieuwe grens) gebruikt, en Zuid-Xinjiang verving Altishahr als naam voor de regio.